# Deep Blue

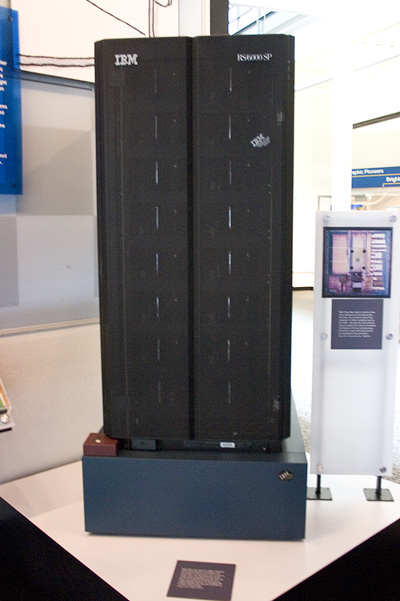
Deep Blue

Deep Blue ("tmavě modrý", narážka na přezdívku IBM Big Blue) byl šachový superpočítač postavený firmou IBM. Algoritmus zpracování stromu možností byl realizován hardwarem a dokázal vyhodnotit až 200 milionů postavení za sekundu. V roce 1997 tento počítač porazil mistra světa Garri Kasparova. Za předchůdce Deep Blue je považován počítač Deep Thought.

## Průběh zápasů
První vítězství počítače nad mistrem světa bylo považováno za přelomovou událost v historii šachu a počítačů.
Protivníci odehráli dva různé zápasy, vždy na šest partií. Zápas konaný 10.–17. února 1996 skončil výhrou Kasparova (Kasparov–Deep Blue: 4–2), v zápase 3.–10. května 1997 již zvítězil zdokonalený počítač (Deep Blue–Kasparov: 3½–2½). Kasparov po druhém zápase obvinil firmu IBM z podvádění.